# Лінія МЦД-2
МЦД-2 «Нахабіно — Подольськ» — друга лінія Московських центральних діаметрів, введена в дію 21 листопада 2019 року. Маршрут, що сполучає підмосковні міста Нахабіно і Подольськ, прокладено через територію Москви, сполучає Ризький і Курський напрямки Московської залізниці і має довжину 80 км з 38 (в тому числі 8 запланованими) пунктами зупинок на ньому, який буде долатися за 116 хвилин. Маршрут передбачає 15 зупинних пунктів з пересадкою на метро, МЦК та інші залізничні напрямки.. На схемах і покажчиках буде позначатися кодом D2 і кораловим кольором.

### Маршрут
Маршрут МЦД-2 (Нахабіно — Подольськ, південно-західний діаметр) має довжину 80 км, час в дорозі — 1 година 56 хвилин. Маршрут має 38 зупинних пунктів, з яких 15 мають пересадку на метро, МЦК та/або залізницю. 

### Пересадки
| Станція                                               | Рік відкриття | Пересадка на лінію           | На станцію                 |
| ----------------------------------------------------- | ------------- | ---------------------------- | -------------------------- |
| Волоколамська                                         | 2019          | Арбатсько-Покровська         | Волоколамська              |
| Тушинська                                             | 1901          | Тагансько-Краснопресненська  | Тушинська                  |
| Щукинська                                             | 2021          | Тагансько-Краснопресненська  | Щукинська                  |
| Стрешнєво                                             | 1964          | Замоскворіцька               | Войковська                 |
| Стрешнєво                                             | 1964          | Московське центральне кільце | Стрешнєво                  |
| Дмитровська                                           | 1964          | Серпуховсько-Тимірязєвська   | Дмитровська                |
| Дмитровська                                           | 1964          | МЦД-1                        | Дмитровська                |
| Мар'їна Роща                                          | 2023          | Люблінсько-Дмитровська       | Мар'їна Роща               |
| Мар'їна Роща                                          | 2023          | Велика кільцева              | Мар'їна Роща               |
| Мар'їна Роща                                          | 2023          | МЦД-4                        | Мар'їна Роща               |
| Ризька                                                | 1949          | Калузько-Ризька              | Ризька                     |
| Ризька                                                | 1949          | Велика кільцева              | Ризька                     |
| Ризька                                                | 1949          | МЦД-3                        | Ризька                     |
| Ризька                                                | 1949          | МЦД-4                        | Ризька                     |
| Площа трьох вокзалів                                  | 1865          | Сокольницька                 | Комсомольська              |
| Площа трьох вокзалів                                  | 1865          | Кільцева лінія               | Комсомольська              |
| Площа трьох вокзалів                                  | 1865          | МЦД-4                        | Площа трьох вокзалів       |
| Москва-Пасажирська-Курська                            | 1861          | Арбатсько-Покровська         | Курська                    |
| Москва-Пасажирська-Курська                            | 1861          | Кільцева                     | Курська                    |
| Москва-Пасажирська-Курська                            | 1861          | Люблінсько-Дмитровська       | Чкаловська                 |
| Москва-Пасажирська-Курська                            | 1861          | МЦД-4                        | Москва-Пасажирська-Курська |
| Москва-Товарна-Курська (в майбутньому — Серп і Молот) | 1896          | Калінінська                  | Площа Ілліча               |
| Москва-Товарна-Курська (в майбутньому — Серп і Молот) | 1896          | Люблінсько-Дмитровська       | Римська                    |
| Москва-Товарна-Курська (в майбутньому — Серп і Молот) | 1896          | МЦД-4                        | Серп і Молот               |
| Новохохловська                                        | 2018          | Московське центральне кільце | Новохохловська             |
| Текстильщики                                          | 1894          | Тагансько-Краснопресненська  | Текстильщики               |
| Текстильщики                                          | 1894          | Велика кільцева              | Текстильщики               |
| Печатники                                             | 2022          | Люблінсько-Дмитровська       | Печатники                  |
| Печатники                                             | 2022          | Велика кільцева              | Печатники                  |
| Царицино                                              | 1865          | Замоскворіцька               | Царицино                   |